# Трубина (Пышминский муниципальный округ)
Трубина — деревня в Пышминском городском округе Свердловской области России.

## Географическое положение
Деревня Трубина расположена в 30 километрах (по дорогам в 33 километрах) к югу от посёлка Пышма, на левом берегу реки Дерней (правого притока реки Пышмы), ниже устья реки Меженки.
Чуть выше деревни Трубиной по течению реки Дерней расположена деревня Налимова, чуть ниже — деревня Бунькова.

## Население
| 2002 | 2010 | 2021 |
| ---- | ---- | ---- |
| 137  | ↘107 | ↘96  |